# Хайнрих фон Бюнау
Хайнрих фон Бюнау (на немски: Heinrich von Bünau; * ок. 1390; † ок. 1440) е благородник от стария благорднически род „фон Бюнау“ от Саксония.
Той е син на Гюнтер 'Стари' фон Бюнау († ок. 1431) и съпругата му фон Енде. Внук е на Хайнрих фон Бюнау († сл. 1367) и правнук на Рудолф фон Бюнау († сл. 1379). Праправнук е на Рудолф 'Стари' фон Бюнау († сл. 1340) и потомък на Рудолф фон Бюнау († сл. 1197).
Мъжете на фамилията фон Бюнау имат имената Хайнрих, Гюнтер и Рудолф, в чест на братята или братовчедите, които са оживели през Хуситските войни (1420 – 1434), в които 200 души от фамилията са убити.
Фамилията фон Бюнау се дели през вековете на 15 главни и 28 странични линии, които се поддържат. От 1507 г. мъжете на фамилията се срещат и съветват, образуват фамилен закон.

## Фамилия
Хайнрих фон Бюнау се жени за Барбара фон Пустер. Те имат една дъщеря:
- Анна фон Бюнау († сл. 1480), омъжена за Хайнрих II, бургграф на Майсен († пр. 3 юни 1484)

Хайнрих фон Бюнау се жени втори път пр. 1440 г. за Анна Пфлугк, дъщеря на Никел Пфлугк († ок. 1428). Те имат един син:
- Рудолф фон Бюнау (* пр. 1440; † ок. 1486), женен I. за Маргарета фон Тцшауро, II. за Мехтилд (Метце) фон Шлайниц (* ок. 1440; † сл. 1482); има общо син и две дъщери